# Trichoniscus valkanovi
Trichoniscus valkanovi is een pissebed uit de familie Trichoniscidae. De wetenschappelijke naam van de soort is voor het eerst geldig gepubliceerd in 1985 door Andreev.